# Seifu Tura
Seifu Tura (19 giugno 1997) è un maratoneta e mezzofondista etiope.

## Biografia
Nel 2014 ha vinto una medaglia d'oro ai Giochi panafricani giovanili nei 3000 metri piani con il tempo di 8'05"34.
Nel 2021 ha vinto la maratona di Chicago, con il tempo di 2h06'12".

## Palmarès
| Anno | Manifestazione               | Sede     | Evento       | Risultato | Prestazione | Note |
| ---- | ---------------------------- | -------- | ------------ | --------- | ----------- | ---- |
| 2014 | Giochi panafricani giovanili | Gaborone | 3000 m piani | Oro       | 8'05"34     |      |
| 2022 | Mondiali                     | Eugene   | Maratona     | 6º        | 2h07'17"    |      |

## Altre competizioni internazionali
2016
- 5º al Cross della Vallagarina ( Villa Lagarina) - 27'20"8

2017
- Argento alla Maratona di Seul ( Seul) - 2h09'26"

2018
- Oro alla Milano Marathon ( Milano) - 2h09'04"
- 7º alla Maratona di Dubai ( Dubai) - 2h04'44"
- Oro alla Maratona di Shanghai ( Shanghai) - 2h09'18"
- Argento alla Mezza maratona di Lisbona ( Lisbona) - 1h00'41"

2019
- 6º alla Maratona di Chicago ( Chicago) - 2h08'35"

2020
- 8º alla Maratona di Dubai ( Dubai) - 2h06'06"

2021
- 4º alla Milano Marathon ( Milano) - 2h04'29"
- Oro alla Maratona di Chicago ( Chicago) - 2h06'12"

2022
- Argento alla Maratona di Chicago ( Chicago) - 2h04'49"
- Argento alla Maratona di Parigi ( Parigi) - 2h05'10"

2023
- 5º alla Maratona di Chicago ( Chicago) - 2h05'09"
- 5º alla Maratona di Londra ( Londra) - 2h06'38"